# Ernst Weidenbusch
Ernst Weidenbusch (* 19. Juli 1963 in München) ist ein bayerischer Politiker (CSU) und Rechtsanwalt. Von 2003 bis 2023 war er Mitglied des Bayerischen Landtags.

## Leben und Beruf
Nach dem Abitur 1982 absolvierte er ein Studium der Rechtswissenschaften, das er 1994 mit dem Zweiten Staatsexamen abschloss. Danach ließ er sich als Rechtsanwalt nieder. Die Anwaltskanzlei Weidenbusch hat ihren Sitz in Feldkirchen, Landkreis München. Ernst Weidenbusch ist u. a. Syndikus des Bayerischen Lotto-Toto-Fachverbandes. Im Juli 2017 erhielt Ernst Weidenbusch den Bayerischen Verdienstorden für seine erfolgreiche Vermittlungstätigkeit im Streit zwischen Bayern und Österreich um die Hypo Group Alpe Adria. Seit 11. Dezember 2020 ist er Präsident des Bayerischen Jagdverbandes, dem ca. 50.000 der 75.000 bayerischen Jagdscheininhaber angehören. Weidenbusch ist verheiratet.

## Politik
Ernst Weidenbusch trat 1979 sowohl in die Junge Union (JU) als auch in die CSU ein. Er war von 1989 bis 1993 JU-Kreisvorsitzender im Landkreis München, gehört seit 1985 dem Vorstand des CSU-Kreisverbandes München Land an und war von 2003 bis 2015 dessen Vorsitzender. Von 2006 bis 2009 war Ernst Weidenbusch Mitglied der Grundsatzkommission der CSU.
Er gehört seit 1990 dem Kreistag des Landkreises München an. Von 1996 bis 2003 war er Vorsitzender der CSU-Fraktion im Kreistag München Land, seit 2014 ist er gewählter Stellvertreter des Landrats. Er ist Mitglied im Verwaltungsrat der Kreissparkasse München-Starnberg.
Ab 2003 war Weidenbusch direkt gewählter Abgeordneter des Stimmkreises München-Land-Nord. Er wurde 2008, 2013 und 2018 jeweils direkt wiedergewählt. Zur Landtagswahl 2023 trat er nicht erneut an. Von 2003 bis 2008 war er Mitglied in den Ausschüssen für Verfassungs-, Rechts- und Parlamentsfragen sowie für Hochschule, Forschung und Kultur. Von 2013 bis 2023 war er Mitglied des Haushaltsausschusses. Von 2008 bis 2013 war er Vorsitzender der Kommission zur parlamentarischen Begleitung der Krisenbewältigung bei der BayernLB und Mitglied des Parlamentarischen Kontrollgremiums sowie der G10-Kommission des Bayerischen Landtages. Von 2013 bis 2018 war er Sonderbeauftragter des Bayerischen Ministerpräsidenten für die BayernLB. Von März 2018 bis November 2018 war er als Beauftragter der Staatsregierung für alle Beteiligungen des Freistaates Bayern zuständig, also z. B. die BayernLB, die Flughäfen München und Nürnberg, die beiden Messegesellschaften oder das Hofbräuhaus, aber auch die Stadi-Bau und die Bayerischen Staatsforsten; er verzichtete auf eine Wiederberufung, die Position wurde daraufhin nicht wiederbesetzt.
2018 erklärte er im Handelsblatt, dass er über 200.000 Euro – während seiner Zeit als Sonderbeauftragter des Bayerischen Ministerpräsidenten für die BayernLB – Anwaltshonorar im Umfeld einer Streitigkeit der BayernLB mit Bernie Ecclestone erhalten hatte. Ein weiteres Honorar in Höhe von knapp 180.000 Euro erhielt er nach Beendigung seiner Tätigkeit als Beauftragter für die weitere Vermittlung zwischen Bayern und Österreich. Beide Male befasste er vorab den Haushaltsausschuss des Bayerischen Landtages, ob er die Mandate übernehmen sollte und übernahm die Mandate erst nach dessen Zustimmung.